# كارين ديفيز (مجدفة)
كارين ديفيز (بالإنجليزية: Caryn Davies)‏ هي مجدفة أمريكية، ولدت في 14 أبريل 1982 في إثاكا في الولايات المتحدة.

## وصلات خارجية
- كارين ديفيز على موقع الاتحاد الدولي للتجديف (الإنجليزية)
- كارين ديفيز على موقع اللجنة الأولمبية الدولية (الإنجليزية)
- كارين ديفيز على موقع أوليمبيديا (الإنجليزية)